# Stazione di Modugno Campagna
La stazione di Modugno (informalmente chiamata "Modugno Campagna") era una stazione della ferrovia Bari-Taranto, posta alla periferia della città di Modugno.

## Storia
Nel 1855, sotto il governo del Regno delle Due Sicilie, venne avanzato il progetto di una linea ferroviaria che collegasse Napoli a Brindisi. Una volta arriva a Foggia, la ferrovia avrebbe dovuto girare verso sud congiungendo Cerignola, Canosa, Barletta, Giovinazzo, Bitonto, Modugno e Bari. Tuttavia, il progetto venne abbandonato perché troppo costoso: si prevedeva la costruzione di diversi ponti e gallerie.
A seguito dell'Unità d'Italia si ebbe uno sviluppo della rete ferroviaria e nel 1864-1865 venne inaugurata la linea Foggia-Bari-Brindisi. Questa linea passava lungo la costa e non attraversava Modugno. La successiva concessione costruzione e l'esercizio della ferrovia Bari-Taranto fu rilasciata alla Società Italiana per le strade ferrate meridionali con la Legge 21 agosto 1862, n. 763.
Inizialmente, era stata ipotizzata l'esclusione di Modugno dal tracciato della linea Bari-Taranto, in quanto il percorso più breve in linea d'aria è quello che passa per i centri urbani di Casamassima e Gioia del Colle; tuttavia questo progetto non poté essere realizzato in quanto questo percorso prevedeva delle pendenze eccessive per le locomotive dell'epoca. Per questa ragione il percorso venne presto modificato e Modugno usufruì del collegamento ferroviario.
Inaugurata nel 1884, fu la prima stazione posta a servizio del comune di Modugno, fino all'apertura della stazione FAL nel 1915. Tuttavia, a causa della sua lontananza dal centro cittadino, era poco utilizzata dalla popolazione che richiese in più occasioni la creazione di una nuova stazione ferroviaria.
Nel 1958 venne infine creata la nuova fermata "Modugno Città" che fece registrare un rapido incremento del numero di passeggeri. Da quel momento, la vecchia stazione venne utilizzata solo per il traffico merci e per la coincidenza treni.
Venne soppressa il 26 luglio 2020 insieme alla linea, in contemporanea con l'attivazione della variante di tracciato a doppio binario fra l'ex stazione di Bari Sant'Andrea e quella di Bitetto.

## Strutture e impianti
La stazione dispone di un parcheggio, di un fabbricato viaggiatori che ospita il solo ufficio movimento, e di 6 binari, di cui tre passanti e tre tronchi.